# In Rainbows
In Rainbows este al șaptelea album de studio al formației engleze de rock alternativ Radiohead. A fost lansat independent pe 10 octombrie 2007 în format digital, cu modelul de plată "plătește-cât-vrei", urmat de lansare standard în format CD în majoritatea țărilor în ultima săptămână a anului 2007. Albumul a fost lansat în America de Nord pe 1 ianuarie 2008 prin TBD Records. In Rainbows a fost primul album de Radiohead după încheierea contractului formației cu EMI.
Înregistrând cu producătorul Nigel Godrich, Radiohead a lucrat la albumul In Rainbows pentru mai mult de doi ani, începând din 2005. În timpul înregistrărilor, formația a fost în turneu prin Europa și America de Nord pentru trei luni în mijlocul anului 2006. Compoziția folosită în In Rainbows a fost mai intimă decât în alte albume de Radiohead. Thom Yorke a descris majoritatea pieselor ca versiunile sale de "cântece de seducere". Radiohead a încorporat o vastă varietate de stiluri muzicale și instrumente, folosind nu doar muzică electronică și aranjamente simfonice, dar și pianine, celeste, și Ondes Martenot.
După lansare, In Rainbows a intrat în UK Albums Chart și US Billboard 200 la numărul unu; până în Octombrie 2008, s-au vândut mai mult de trei milioane de exemplare la nivel global în ambele formate (digital și fizic). Albumul a câștigat aprecieri majore de critici și a fost considerat unul din cele mai bune albume ale anului 2007 de mai multe publicații. În 2009, a câștigat două Premii Grammy la categoriile Best Alternative Music Album și Best Special Limited Edition Package.